# British Academy Film Award du meilleur acteur dans un second rôle

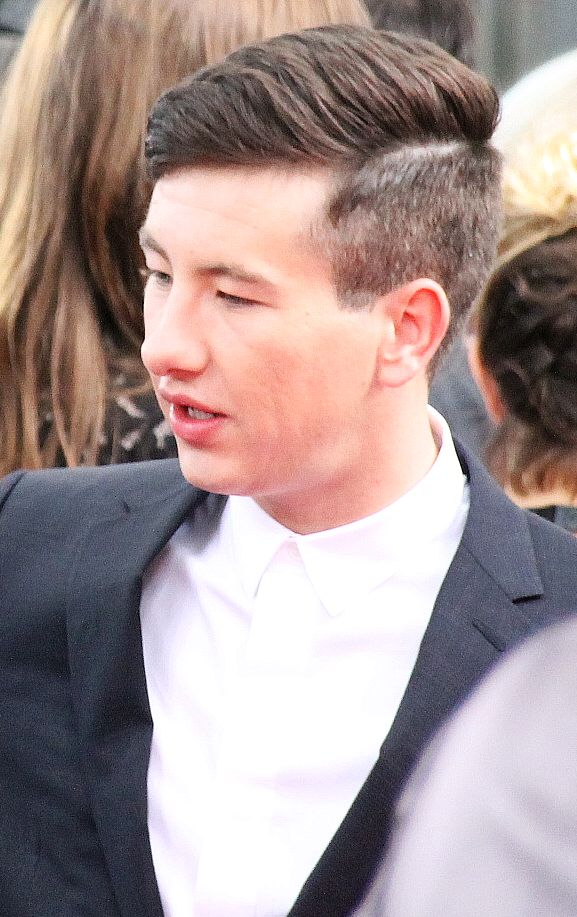
Barry Keoghan, gagnant du BAFTA 2023 du meilleur acteur dans un second rôle

Le British Academy Film Award du meilleur acteur dans un second rôle (British Academy Film Award for Best Actor in a Supporting Role) est une récompense cinématographique britannique décernée depuis 1969 par la British Academy of Film and Television Arts (BAFTA) lors de la cérémonie annuelle des British Academy Film Awards.

## Palmarès
Note : les gagnants sont indiqués en gras. Les années indiquées sont celles au cours desquelles la cérémonie a eu lieu, soit l'année suivant leur sortie en salles (au Royaume-Uni).
Le symbole ♕ rappelle le gagnant et ♙ une nomination à l'Oscar du meilleur acteur dans un second rôle la même année.

### Années 1960-1970
- 1969 : Ian Holm pour le rôle de Flynn dans The Bofors Gun
  - Anthony Hopkins pour le rôle du roi Richard Ier dans Le Lion en hiver (The Lion in Winter)
  - John McEnery pour le rôle de Mercutio dans Roméo et Juliette (Romeo and Juliet)
  - George Segal pour le rôle de Morris Brummel dans No Way to Treat a Lady

- 1970 : Laurence Olivier pour le rôle de John French dans Ah Dieu ! que la guerre est jolie (Oh! What a Lovely War)
  - Jack Klugman pour le rôle de Ben Patimkin dans Goodbye Columbus
  - Jack Nicholson pour le rôle de George Hanson dans Easy Rider ♙
  - Robert Vaughn pour le rôle de Chalmers dans Bullitt

- 1971 : Colin Welland pour le rôle de 'Mr Farthing dans Kes
  - Bernard Cribbins pour le rôle d'Albert Perks dans The Railway Children
  - John Mills pour le rôle de Michael dans La Fille de Ryan (Ryan's Daughter) ♕
  - Gig Young pour le rôle de Rocky dans On achève bien les chevaux (They Shoot Horses, Don't They?) ♕

- 1972 : Edward Fox pour le rôle de Hugh Trimingham dans Le Messager (The Go-Between)
  - Michael Gough pour le rôle de Mr Maudsley dans Le Messager (The Go-Between)
  - Ian Hendry pour le rôle d'Eric Paice dans La Loi du milieu (Get Carter)
  - John Hurt pour le rôle de Timothy Evans dans L'Étrangleur de Rillington Place (10 Rillington Place)

- 1973 : Ben Johnson pour le rôle de Sam the Lion dans La Dernière Séance (The Last Picture Show) ♕
  - Max Adrian pour le rôle de Mr Max / Lord Hubert Brockhurst dans The Boy Friend
  - Robert Duvall pour le rôle de Tom Hagen dans Le Parrain (The Godfather) ♙
  - Ralph Richardson pour le rôle du roi George IV dans La Vie tumultueuse de Lady Caroline Lamb

- 1974 : Arthur Lowe pour le rôle de Mr. Duff / Charlie Johnson / Dr. Munda dans Le Meilleur des mondes possible (O Lucky Man!)
  - Ian Bannen pour le rôle de Kenneth Baxter dans The Offence
  - Denholm Elliott pour le rôle de Nils Krogstad dans Maison de poupée (A Doll's House)
  - Michael Lonsdale pour le rôle de Lebel dans Chacal (The Day of the Jackal)

- 1975 : John Gielgud pour le rôle de Mr Beddoes dans Le Crime de l'Orient-Express (Murder on the Orient Express)
  - Adam Faith pour le rôle de Mike Menary dans Stardust
  - John Huston pour le rôle de Noah Cross dans Chinatown
  - Randy Quaid pour le rôle de Seaman Larry Meadows dans La Dernière Corvée (The Last Detail) ♙

- 1976 : Fred Astaire pour le rôle de Harlee Claiborne dans La Tour infernale (The Towering Inferno) ♙
  - Martin Balsam pour le rôle de Harold Longman dans Les Pirates du métro (The Taking of Pelham One Two Three)
  - Burgess Meredith pour le rôle de Harry Greener dans Le Jour du fléau (The Day of the Locust) ♙
  - Jack Warden pour le rôle de Lester Carp dans Shampoo ♙

- 1977 : Brad Dourif pour le rôle de Billy Bibbit dans Vol au-dessus d'un nid de coucou (One Flew Over the Cuckoo's Nest) ♙
  - Martin Balsam pour le rôle de Harold Longman dans Les Hommes du président (All the President's Men)
  - Michael Hordern pour le rôle du roi dans The Slipper and the Rose
  - Jason Robards pour le rôle de Benjamin Bradlee dans Les Hommes du président (All the President's Men) ♕

- 1978 : Edward Fox pour le rôle de Brian Horrocks dans Un pont trop loin (A Bridge Too Far) ♙
  - Colin Blakely pour le rôle de Frank Strang dans Equus
  - Robert Duvall pour le rôle de Frank Hackett dans Network (Main basse sur la télévision)
  - Zero Mostel pour le rôle de Hecky Brown dans Le Prête-nom (The Front)

- 1979 : John Hurt pour le rôle de Max dans Midnight Express ♙
  - Gene Hackman pour le rôle de Lex Luthor dans Superman
  - Jason Robards pour le rôle de Dashiell Hammett dans Julia
  - François Truffaut pour le rôle de Claude Lacombe dans Rencontres du troisième type (Close Encounters of the Third Kind)

### Années 1980
- 1980 : Robert Duvall pour le rôle de Bill Kilgore dans Apocalypse Now ♙
  - Denholm Elliott pour le rôle de William Leigh dans Jack le Magnifique (Saint Jack)
  - John Hurt pour le rôle de Kane dans Alien : Le Huitième Passager (Alien)
  - Christopher Walken pour le rôle de Nikanor "Nick" Chevotarevich dans Voyage au bout de l'enfer (The Deer Hunter) ♕

- 1981 : Aucune récompense

- 1982 : Ian Holm pour le rôle de Sam Mussabini dans Les Chariots de feu (Chariots of Fire) ♙
  - Denholm Elliott pour le rôle de Marcus Brody dans Les Aventuriers de l'arche perdue (Raiders of the Lost Ark)
  - John Gielgud pour le rôle de Hobson dans Arthur ♕
  - Nigel Havers pour le rôle d'Andrew Lindsay dans Les Chariots de feu (Chariots of Fire)

- 1983 : Jack Nicholson pour le rôle d'Eugene O'Neill dans Reds ♙
  - Frank Finlay pour le rôle de William Grey dans The Return of the Soldier
  - Edward Fox pour le rôle de Reginald Dyer dans Gandhi
  - Roshan Seth pour le rôle de Jawaharlal Nehru dans Gandhi

- 1984 : Denholm Elliott pour le rôle de Coleman dans Un fauteuil pour deux (Trading Places)
  - Bob Hoskins pour le rôle de Colonel Perez dans Le Consul honoraire (The Honorary Consul)
  - Burt Lancaster pour le rôle de Felix Happer dans Local Hero
  - Jerry Lewis pour le rôle de Jerry Langford dans La Valse des pantins (The King of Comedy)

- 1985 : Denholm Elliott pour le rôle de Charles Swaby dans Porc royal (A private function)
  - Michael Elphick pour le rôle de Pasha dans Gorky Park
  - Ian Holm pour le rôle de Phillippe d'Arnot dans Greystoke, la légende de Tarzan (Greystoke: The Legend of Tarzan, Lord of the Apes)
  - Ralph Richardson pour le rôle du comte de Greystoke dans Greystoke, la légende de Tarzan (Greystoke: The Legend of Tarzan, Lord of the Apes) ♙

- 1986 : Denholm Elliott pour le rôle de Vernon Bayliss dans Defence of the Realm
  - James Fox pour le rôle de Richard Fielding dans La Route des Indes (A Passage to India)
  - John Gielgud pour le rôle de Leonard Darwin dans Plenty
  - Saeed Jaffrey pour le rôle de Nasser dans My Beautiful Laundrette

- 1987 : Ray McAnally pour le rôle d'Altamirano dans Mission (The Mission)
  - Klaus Maria Brandauer pour le rôle de Bror Blixen dans Out of Africa ♙
  - Simon Callow pour le rôle d'Arthur Beebe dans Chambre avec vue (A Room with a View)
  - Denholm Elliott pour le rôle de Mr Emerson dans Chambre avec vue (A Room with a View) ♙

- 1988 : Daniel Auteuil pour le rôle d'Ugolin dans Jean de Florette
  - Ian Bannen pour le rôle de Grand-père George dans Hope and Glory
  - Sean Connery pour le rôle de Jimmy Malone dans Les Incorruptibles (The Untouchables) ♕
  - John Thaw pour le rôle de Kruger dans Cry Freedom ♙

- 1989 : Michael Palin pour le rôle de Ken Pile dans Un poisson nommé Wanda (A Fish Called Wanda)
  - Joss Ackland pour le rôle de Jock Delves Broughton dans Sur la route de Nairobi (White Mischief)
  - Peter O'Toole pour le rôle de Reginald Johnston dans Le Dernier Empereur (The Last Emperor)
  - David Suchet pour le rôle de Muller dans Un monde à part (A World Apart)

### Années 1990
- 1990 : Ray McAnally pour le rôle de Mr Brown dans My Left Foot (My Left Foot – The Story of Christy Brown)
  - Marlon Brando pour le rôle d'Ian McKenzie dans Une saison blanche et sèche (A Dry White Season) ♙
  - Sean Connery pour le rôle de Henry Jones Sr. dans Indiana Jones et la Dernière Croisade (Indiana Jones and the Last Crusade)
  - Jack Nicholson pour le rôle du Joker dans Batman

- 1991 : Salvatore Cascio pour le rôle de Salvatore enfant (Toto) dans Cinema Paradiso (Nuovo cinema Paradiso)
  - Alan Alda pour le rôle de Lester dans Crimes et Délits (Crimes and Misdemeanors)
  - John Hurt pour le rôle de The 'Bird' O'Donnell dans The Field
  - Al Pacino pour le rôle d'Alphonse "Big Boy" Caprice dans Dick Tracy ♙

- 1992 : Alan Rickman pour le rôle du shérif de Nottingham dans Robin des Bois, prince des voleurs (Robin Hood: Prince of Thieves)
  - Alan Bates pour le rôle de Claudius dans Hamlet
  - Derek Jacobi pour le rôle de Franklyn Madson dans Dead Again
  - Andrew Strong pour le rôle de Deco Cuffe dans Les Commitments (The Commitments)

- 1993 : Gene Hackman pour le rôle de Little Bill Daggett dans Impitoyable (Unforgiven) ♕
  - Jaye Davidson pour le rôle de Dil dans The Crying Game ♙
  - Tommy Lee Jones pour le rôle de Clay Shaw dans JFK ♙
  - Samuel West pour le rôle de Leonard Bast dans Retour à Howards End (Howards End)

- 1994 : Ralph Fiennes pour le rôle d'Amon Göth dans La Liste de Schindler (Schindler's List) ♙
  - Ben Kingsley pour le rôle de Itzhak Stern dans La Liste de Schindler (Schindler's List)
  - John Malkovich pour le rôle de Mitch Leary dans Dans la ligne de mire (In the Line of Fire) ♙
  - Tommy Lee Jones pour le rôle de Samuel Gerard dans Le Fugitif (The Fugitive) ♕

- 1995 : Samuel L. Jackson pour le rôle de Jules Winnfield dans Pulp Fiction ♙
  - Simon Callow pour le rôle de Gareth dans Quatre mariages et un enterrement (Four Weddings and a Funeral)
  - John Hannah pour le rôle de Matthew dans Quatre mariages et un enterrement (Four Weddings and a Funeral)
  - Paul Scofield pour le rôle de Mark Van Doren dans Quiz Show ♙

- 1996 : Tim Roth pour le rôle d'Archibald Cunningham dans Rob Roy ♙
  - Ian Holm pour le rôle de Dr Willis dans La Folie du roi George (The Madness of King George)
  - Martin Landau pour le rôle de Bela Lugosi dans Ed Wood
  - Alan Rickman pour le rôle de Christopher Brandon dans Raison et Sentiments (Sense and Sensibility)

- 1997 : Paul Scofield pour le rôle de Thomas Danforth dans La Chasse aux sorcières (The Crucible)
  - John Gielgud pour le rôle de Cecil Parkes dans Shine
  - Edward Norton pour le rôle d'Aaron Stampler dans Peur primale (Primal Fear) ♙
  - Alan Rickman pour le rôle d'Éamon de Valera dans Michael Collins

- 1998 : Tom Wilkinson pour le rôle de Gerald dans The Full Monty - Le Grand Jeu (The Full Monty)
  - Mark Addy pour le rôle de Dave dans The Full Monty - Le Grand Jeu (The Full Monty)
  - Rupert Everett pour le rôle de George Downes dans Le Mariage de mon meilleur ami (My Best Friend's Wedding)
  - Burt Reynolds pour le rôle de Jack Horner dans Boogie Nights ♙

- 1999 : Geoffrey Rush pour le rôle de Francis Walsingham dans Elizabeth
  - Ed Harris pour le rôle de Christof dans The Truman Show ♙
  - Geoffrey Rush pour le rôle de Philip Henslowe dans Shakespeare in Love ♙
  - Tom Wilkinson pour le rôle de Hugh Fennyman dans Shakespeare in Love

### Années 2000
- 2000 : Jude Law pour le rôle de Dickie Greenleaf dans Le Talentueux Mr Ripley (The Talented Mr. Ripley) ♙
  - Wes Bentley pour le rôle de Ricky Fitts dans American Beauty
  - Michael Caine pour le rôle de Wilbur Larch dans L'Œuvre de Dieu, la part du Diable (The Cider House Rules) ♕
  - Rhys Ifans pour le rôle de Spike dans Coup de foudre à Notting Hill (Notting Hill)
  - Timothy Spall pour le rôle de Richard Temple dans Topsy-Turvy

- 2001 : Benicio del Toro pour le rôle de Javier Rodriguez dans Traffic ♕
  - Albert Finney pour le rôle d'Edward L. Masry dans Erin Brockovich, seule contre tous (Erin Brockovich) ♙
  - Gary Lewis pour le rôle de Mr Elliot dans Billy Elliot
  - Joaquin Phoenix pour le rôle de l'empereur Commode dans Gladiator ♙
  - Oliver Reed pour le rôle de Proximo dans Gladiator

- 2002 : Jim Broadbent pour le rôle de Harold Zidler dans Moulin Rouge (Moulin Rouge!)
  - Hugh Bonneville pour le rôle de John Bayley (enfant) dans Iris
  - Robbie Coltrane pour le rôle de Rubeus Hagrid dans Harry Potter à l'école des sorciers (Harry Potter and the Philosopher's Stone)
  - Colin Firth pour le rôle de Mark Darcy dans Le Journal de Bridget Jones (Bridget Jones's Diary)
  - Eddie Murphy pour le rôle de l'Âne (voix) dans Shrek

- 2003 : Christopher Walken pour le rôle de Frank Abagnale Sr. dans Arrête-moi si tu peux (Catch Me If You Can) ♙
  - Chris Cooper pour le rôle de John Laroche dans Adaptation ♕
  - Ed Harris pour le rôle de Richard Brown dans The Hours ♙
  - Alfred Molina pour le rôle de Diego Rivera dans Frida
  - Paul Newman pour le rôle de John Rooney dans Les Sentiers de la perdition (Road to Perdition) ♙

- 2004 : Bill Nighy pour le rôle de Billy Mack dans Love Actually
  - Paul Bettany pour le rôle de Stephen Maturin dans Master and Commander : De l'autre côté du monde (Master and Commander: The Far Side of the World)
  - Albert Finney pour le rôle d'Ed Bloom (vieux) dans Big Fish ♙
  - Ian McKellen pour le rôle de Gandalf dans Le Seigneur des anneaux : Le Retour du roi (The Lord of the Rings: The Return of the King)
  - Tim Robbins pour le rôle de Dave Boyle dans Mystic River ♙

- 2005 : Clive Owen pour le rôle de Larry dans Closer, entre adultes consentants (Closer) ♙
  - Alan Alda pour le rôle de Ralph Owen Brewster dans Aviator (The Aviator) ♙
  - Phil Davis pour le rôle de Stan dans Vera Drake
  - Jamie Foxx pour le rôle de Max Durocher dans Collatéral (Collateral) ♙
  - Rodrigo de la Serna pour le rôle d'Alberto Granado dans Carnets de voyage (Diarios de motocicleta)

- 2006 : Jake Gyllenhaal pour le rôle de Jack Twist dans Le Secret de Brokeback Mountain (Brokeback Mountain) ♙
  - Don Cheadle pour le rôle de Graham Waters dans Collision (Crash)
  - George Clooney pour le rôle de Fred W. Friendly dans Good Night and Good Luck
  - George Clooney pour le rôle de Bob Barnes dans Syriana ♕
  - Matt Dillon pour le rôle de John Ryan dans Collision (Crash) ♙

- 2007 : Alan Arkin pour le rôle d'Edwin Hoover dans Little Miss Sunshine ♙
  - James McAvoy pour le rôle de Nicholas Garrigan dans Le Dernier Roi d'Écosse (The Last King of Scotland)
  - Jack Nicholson pour le rôle de Frank Costello dans Les Infiltrés (The Departed)
  - Leslie Phillips pour le rôle d'Ian dans Vénus
  - Michael Sheen pour le rôle de Tony Blair dans The Queen

- 2008 : Javier Bardem pour le rôle d'Anton Chigurh dans No Country for Old Men ♕
  - Paul Dano pour le rôle d'Eli Sunday dans There Will Be Blood
  - Philip Seymour Hoffman pour le rôle de Gust Avrakotos dans La Guerre selon Charlie Wilson (Charlie Wilson's War) ♙
  - Tommy Lee Jones pour le rôle d'Ed Tom Bell dans No Country for Old Men
  - Tom Wilkinson pour le rôle d'Arthur Edens dans Michael Clayton ♙

- 2009 : Heath Ledger pour le rôle du Joker dans The Dark Knight : Le Chevalier noir (The Dark Knight) ♕ (à titre posthume)
  - Robert Downey Jr. pour le rôle de Kirk Lazarus dans Tonnerre sous les Tropiques (Tropic Thunder) ♙
  - Brendan Gleeson pour le rôle de Ken dans Bons baisers de Bruges (In Bruges)
  - Philip Seymour Hoffman pour le rôle du père Brendan Flynn dans Doute (Doubt) ♙
  - Brad Pitt pour le rôle de Chad Feldheimer dans Burn After Reading

### Années 2010
- 2010 : Christoph Waltz pour le rôle du colonel Hans Landa dans Inglourious Basterds ♕
  - Alec Baldwin pour le rôle de Jake dans Pas si simple  (It's Complicated)
  - Christian McKay pour le rôle d'Orson Welles dans Me and Orson Welles
  - Alfred Molina pour le rôle de Jack Miller dans Une éducation (An Education)
  - Stanley Tucci pour le rôle de George Harvey dans Lovely Bones (The Lovely Bones) ♙

- 2011 : Geoffrey Rush pour le rôle du Dr Lionel Logue dans Le Discours d'un roi (The King's Speech) ♙
  - Christian Bale pour le rôle de Dickie Eklund dans Fighter (The Fighter) ♕
  - Andrew Garfield pour le rôle d'Eduardo Saverin dans The Social Network
  - Pete Postlethwaite pour le rôle de Fergus "Fergie" Colm dans The Town
  - Mark Ruffalo pour le rôle de Paul dans Tout va bien ! The Kids Are All Right (The Kids Are All Right) ♙

- 2012 : Christopher Plummer pour le rôle de Hal dans Beginners ♕
  - Kenneth Branagh pour le rôle de Laurence Olivier dans My Week with Marilyn ♙
  - Jim Broadbent pour le rôle de Denis Thatcher dans La Dame de fer (The Iron Lady)
  - Jonah Hill pour le rôle de Peter Brand dans Le Stratège (Moneyball) ♙
  - Philip Seymour Hoffman pour le rôle de Paul Zara dans Les Marches du pouvoir (The Ides of March)

- 2013 : Christoph Waltz pour le rôle de Dr King Schültz dans Django Unchained ♕
  - Alan Arkin pour le rôle de Lester Siegel dans Argo ♙
  - Javier Bardem pour le rôle de Tiago Rodriguez dans Skyfall
  - Philip Seymour Hoffman pour le rôle de Lancaster Dodd dans The Master ♙
  - Tommy Lee Jones pour le rôle de Thaddeus Stevens dans Lincoln ♙

- 2014 : Barkhad Abdi pour le rôle d'Abduwali Muse dans Capitaine Phillips (Captain Phillips) ♙
  - Daniel Brühl pour le rôle de Niki Lauda dans Rush
  - Bradley Cooper pour le rôle de Richie DiMaso dans American Bluff (American Hustle) ♙
  - Matt Damon pour le rôle de Scott Thorson dans Ma vie avec Liberace (Behind the Candelabra)
  - Michael Fassbender pour le rôle d'Edwin Epps dans Twelve Years a Slave ♙

- 2015 : J. K. Simmons pour le rôle de Terence Fletcher dans Whiplash ♕
  - Steve Carell pour le rôle de John Du Pont dans Foxcatcher
  - Ethan Hawke pour le rôle de Mason Sr. dans Boyhood ♙
  - Edward Norton pour le rôle de Mike Shiner dans Birdman ♙
  - Mark Ruffalo pour le rôle de Dave Schultz dans Foxcatcher ♙

- 2016 : Mark Rylance pour le rôle de Rudolf Abel dans Le Pont des espions (Bridge of Spies) ♙
  - Christian Bale pour le rôle de Michael Burry dans The Big Short : Le Casse du siècle (The Big Short) ♙
  - Benicio del Toro pour le rôle d'Alejandro Gillick dans Sicario
  - Idris Elba pour le rôle du Commandant dans Beasts Of No Nation
  - Mark Ruffalo pour le rôle de Michael Rezendes dans Spotlight ♙

- 2017 : Dev Patel pour le rôle de Saroo Brierley dans Lion ♙
  - Mahershala Ali pour le rôle de Juan dans Moonlight ♕
  - Jeff Bridges pour le rôle de Marcus Hamilton dans Comancheria (Hell or High Water) ♙
  - Hugh Grant pour le rôle de St. Clair Bayfield dans Florence Foster Jenkins
  - Aaron Taylor-Johnson pour le rôle de Ray Marcus dans Nocturnal Animals

- 2018 : Sam Rockwell pour le rôle de l'officier Jason Dixon dans Three Billboards : Les Panneaux de la vengeance (Three Billboards Outside Ebbing, Missouri) ♕
  - Willem Dafoe pour le rôle de Bobby dans The Florida Project ♙
  - Hugh Grant pour le rôle de Phoenix Buchanan dans Paddington 2
  - Woody Harrelson pour le rôle du shérif Bill Willoughby dans Three Billboards : Les Panneaux de la vengeance (Three Billboards Outside Ebbing, Missouri) ♙
  - Christopher Plummer pour le rôle de J. Paul Getty dans Tout l'argent du monde (All the Money in the World) ♙

- 2019 : Mahershala Ali pour son rôle de Don Shirley dans Green Book : Sur les routes du sud ♕
  - Adam Driver pour son rôle de Flip Zimmerman dans BlacKkKlansman : J'ai infiltré le Ku Klux Klan ♙
  - Richard E. Grant pour son rôle de Jack Hock dans Can You Ever Forgive Me? ♙
  - Sam Rockwell pour son rôle de George W. Bush dans Vice ♙
  - Timothée Chalamet pour son rôle de Nic Sheff dans My Beautiful Boy

### Années 2020
- 2020 : Brad Pitt pour son rôle de Cliff Booth dans Once Upon a Time… in Hollywood ♕
  - Tom Hanks pour son rôle de Fred Rogers dans Un ami extraordinaire ♙
  - Anthony Hopkins pour son rôle de Benoît XVI dans Les Deux Papes ♙
  - Al Pacino pour son rôle de Jimmy Hoffa dans The Irishman ♙
  - Joe Pesci pour son rôle de Russell Bufalino dans The Irishman ♙

- 2021 : Daniel Kaluuya pour son rôle de Fred Hampton dans Judas and the Black Messiah ♕
  - Barry Keoghan pour son rôle de Dymphna dans Calm with Horses
  - Alan Kim (en) pour son rôle de David Yi dans Minari
  - Leslie Odom Jr pour son rôle de Sam Cooke dans One Night in Miami ♙
  - Clarke Peters pour son rôle de Otis dans Da 5 Bloods : Frères de sang
  - Paul Raci pour son rôle de Joe dans Sound of metal ♙

- 2022 : Troy Kotsur pour son rôle de Frank Rossi dans Coda ♕
  - Mike Faist pour son rôle de Riff dans West Side Story
  - Ciarán Hinds pour son rôle de Papi dans Belfast ♙
  - Woody Norman pour son rôle de Jesse dans Nos âmes d'enfants (C'mon C'mon)
  - Jesse Plemons pour son rôle de George Burbank dans The Power of the Dog ♙
  - Kodi Smit-McPhee pour son rôle de Peter Gordon dans The Power of the Dog ♙

- 2023 : Barry Keoghan pour le rôle de  Dominic Kearney dans Les Banshees d'Inisherin ♙
  - Brendan Gleeson pour le rôle de Colm Doherty dans Les Banshees d'Inisherin ♙
  - Ke Huy Quan pour le rôle de  Waymond Wang dans Everything Everywhere All at Once ♕
  - Eddie Redmayne pour le rôle de Charles Cullen dans Meurtres sans ordonnance (The Good Nurse)
  - Albrecht Schuch pour le rôle de Stanislaus « Kat » Katczinsky dans À l'Ouest, rien de nouveau (All Quiet on the Western Front)
  - Micheal Ward (en) pour le rôle de Stephen dans Empire of Light

- 2024 : Robert Downey Jr. pour son rôle de Lewis Strauss dans Oppenheimer ♙
  - Robert De Niro pour son rôle de William King Hale (en) dans Killers of the Flower Moon ♙
  - Jacob Elordi pour son rôle de Felix Catton dans Saltburn
  - Ryan Gosling pour son rôle de Ken dans Barbie ♙
  - Paul Mescal pour son rôle d'Harry dans Sans jamais nous connaître
  - Dominic Sessa (en) pour son rôle d'Angus Tully dans Winter Break
- 2025 : Kieran Culkin pour le rôle de Benji Kaplan dans A Real Pain
  - Iouri Borissov pour le rôle d’Igor dans Anora
  - Edward Norton pour le rôle de Pete Seeger dans Un parfait inconnu (A Complete Unknown)
  - Guy Pearce pour le rôle de Harrison Lee Van Buren Sr. dans The Brutalist
  - Jeremy Strong pour le rôle de Roy Cohn dans The Apprentice
  - Clarence Maclin pour le rôle de Clarence "Divine Eye" Maclin dans Sing Sing

## Statistiques

### Nominations multiples
7 : Denholm Elliott
4 : John Gielgud, Philip Seymour Hoffman, Ian Holm, John Hurt, Tommy Lee Jones, Jack Nicholson
3 : Robert Duvall, Edward Fox, Alan Rickman, Mark Ruffalo, Geoffrey Rush, Tom Wilkinson
2 : Alan Alda, Alan Arkin, Christian Bale, Martin Balsam, Ian Bannen, Javier Bardem, Jim Broadbent, Simon Callow, George Clooney, Sean Connery, Benicio del Toro, Albert Finney, Gene Hackman, Ed Harris, Ray McAnally, Alfred Molina, Edward Norton, Ralph Richardson, Jason Robards, Paul Scofield, Christopher Walken, Christoph Waltz

### Récompenses multiples
3 : Denholm Elliott
2 : Edward Fox, Ian Holm, Ray McAnally, Geoffrey Rush, Christoph Waltz